# Herminia
Herminia är ett släkte av fjärilar som beskrevs av Pierre André Latreille 1802. Herminia anses sedan 2014 ingå i underfamiljen sprötflyn till familjen näbbflyn, men ansågs tidigare ingå i familjen nattflyn.

## Dottertaxa tillHerminia, i alfabetisk ordning[1][2]
- Herminia acrosema
- Herminia aegrota
- Herminia aestivalis
- Herminia albescens
- Herminia albopunctata
- Herminia alternalis
- Herminia amolgida
- Herminia anahita
- Herminia aneliopis
- Herminia angulina
- Herminia annulata
- Herminia antiopis
- Herminia approximata
- Herminia arenosa
- Herminia asserta
- Herminia assimilis
- Herminia atrilineella
- Herminia autumnalis
- Herminia balatonalis
- Herminia barbalis
- Herminia barbierii
- Herminia basilineata
- Herminia bicolor
- Herminia bidentalis
- Herminia bilineata
- Herminia biumbralis
- Herminia brephida
- Herminia brunnescens
- Herminia bryanti
- Herminia castanea
- Herminia centralis
- Herminia cervina
- Herminia chosensis
- Herminia ciliata
- Herminia clara
- Herminia clathrata
- Herminia cribralis
- Herminia cribruamlis
- Herminia crinalis
- Herminia cristulalis
- Herminia cruralis
- Herminia curvilinea
- Herminia czernyi
- Herminia deceptricalis
- Herminia delicata
- Herminia delineata
- Herminia denticornalis
- Herminia derivalis
- Herminia dictyogramma
- Herminia digramma
- Herminia diluta
- Herminia dolosa
- Herminia extinctalis
- Herminia fangalis
- Herminia fascialis
- Herminia fasciata
- Herminia feminia
- Herminia fentoni
- Herminia flavicrinalis
- Herminia fuliginea
- Herminia fumosa
- Herminia fumosalis
- Herminia fusca
- Herminia germana
- Herminia gigantea
- Herminia glaucinalis
- Herminia grisealis, Spetsstreckat tofsfly
- Herminia griseata
- Herminia griselda
- Herminia grisescens
- Herminia gypsalis
- Herminia helva
- Herminia heureka
- Herminia histrio
- Herminia hypocritalis
- Herminia incerta
- Herminia inconspicualis
- Herminia incultalis
- Herminia innocens
- Herminia innotatalis
- Herminia interrupta
- Herminia jacchusalis
- Herminia koreognatha
- Herminia kuwerti
- Herminia laevigata
- Herminia latelineata
- Herminia leechi
- Herminia lignea
- Herminia lineosa
- Herminia lituralis
- Herminia lunalis
- Herminia lutalba
- Herminia maculifera
- Herminia marcidilinea
- Herminia martha
- Herminia minimalis
- Herminia minoralis
- Herminia misera
- Herminia modestalis
- Herminia mundiferalis
- Herminia nakatomii
- Herminia neglecta
- Herminia negligens
- Herminia nemoralis
- Herminia nigricaria
- Herminia nigrisigna
- Herminia nigrobasalis
- Herminia nubifer
- Herminia nyctichroa
- Herminia nyctipasta
- Herminia obliqualis
- Herminia obscura
- Herminia obscurans
- Herminia obscuripennis
- Herminia obsoleta
- Herminia ochracealis
- Herminia ochreipennis
- Herminia pallida
- Herminia paradoxa
- Herminia paupericula
- Herminia pedipilalis
- Herminia perdentalis
- Herminia perfractalis
- Herminia planilinea
- Herminia plumigeralis
- Herminia poae
- Herminia postmaculata
- Herminia pratti
- Herminia protumnusalis
- Herminia proxima
- Herminia pulvida
- Herminia punctalis
- Herminia purpurinia
- Herminia rectalis
- Herminia reducta
- Herminia reversata
- Herminia robiginosa
- Herminia santerivalis
- Herminia sicbalialis
- Herminia signata
- Herminia simplex
- Herminia simplicicornis
- Herminia sinensis
- Herminia stramentacealis
- Herminia stramentalis
- Herminia subgriselda
- Herminia subnubila
- Herminia subtriplex
- Herminia suffusa
- Herminia sugii
- Herminia tangens
- Herminia tarsicrinalis, Skuggsprötfly
- Herminia tarsicrinata
- Herminia tarsicristalis
- Herminia tarsipennalis, Gulgrått tofsfly
- Herminia tarsiplumalis
- Herminia tenuialis
- Herminia tetropis
- Herminia theralis
- Herminia tomarinia
- Herminia triplex
- Herminia tristis
- Herminia tristriga
- Herminia umbrosalis
- Herminia unilineata
- Herminia vanica
- Herminia varialis
- Herminia ventilabris
- Herminia vermiculata
- Herminia vicaria
- Herminia violacealis
- Herminia virgata
- Herminia yaeyamalis
- Herminia yakushimalis
- Herminia zammodia
- Herminia zelleralis

## Bildgalleri

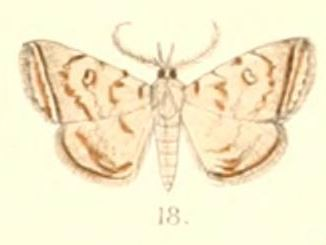
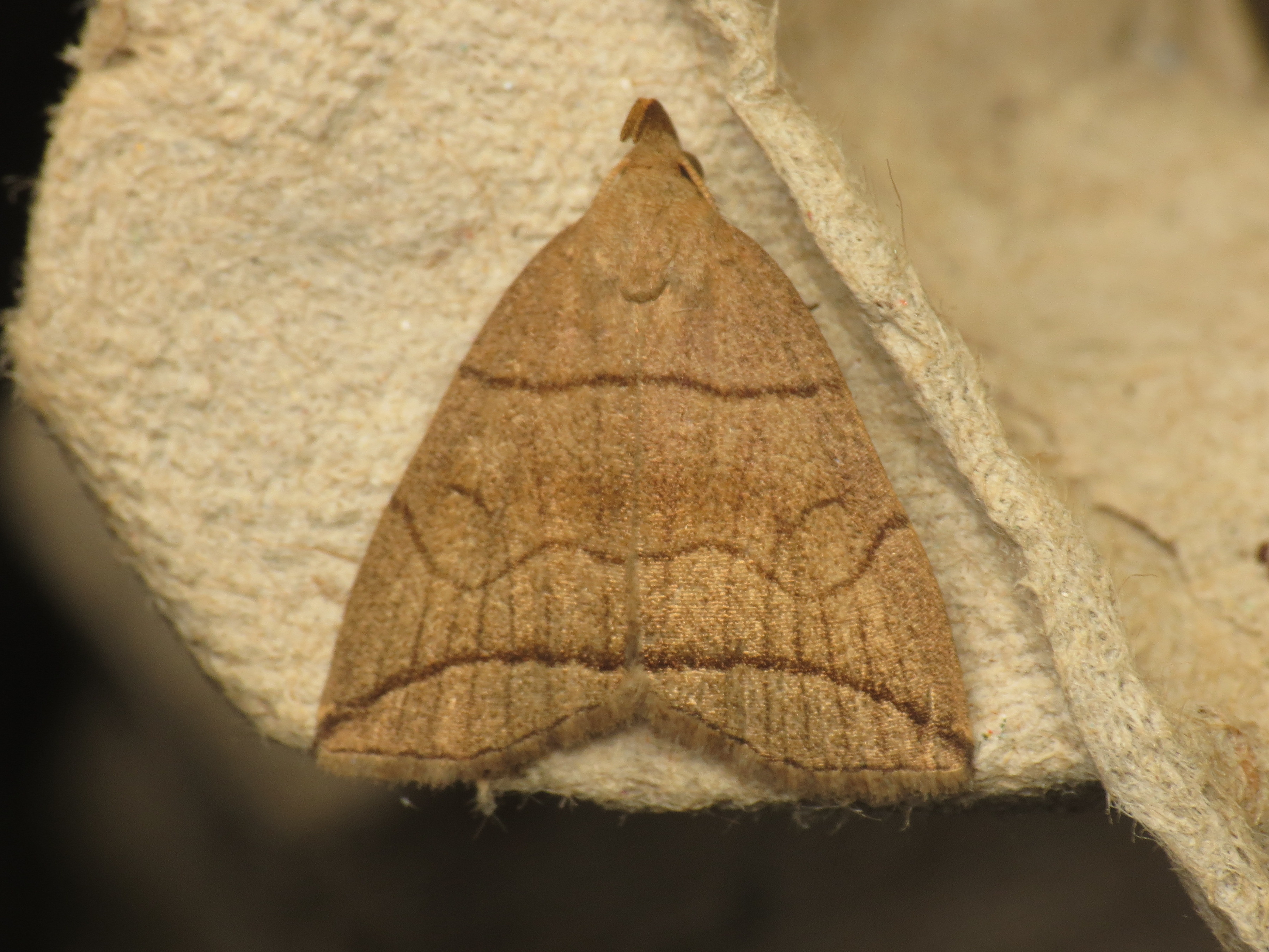
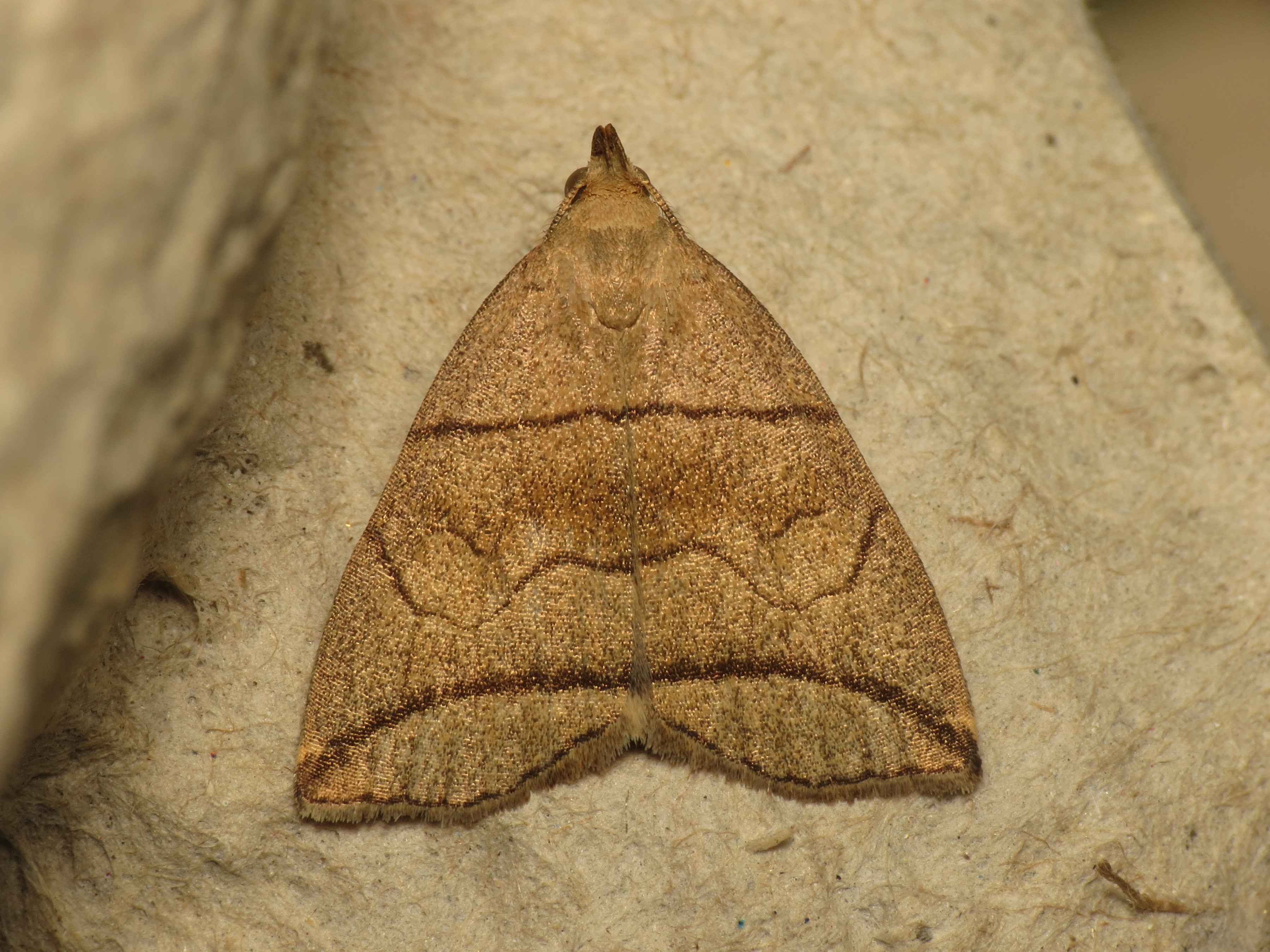
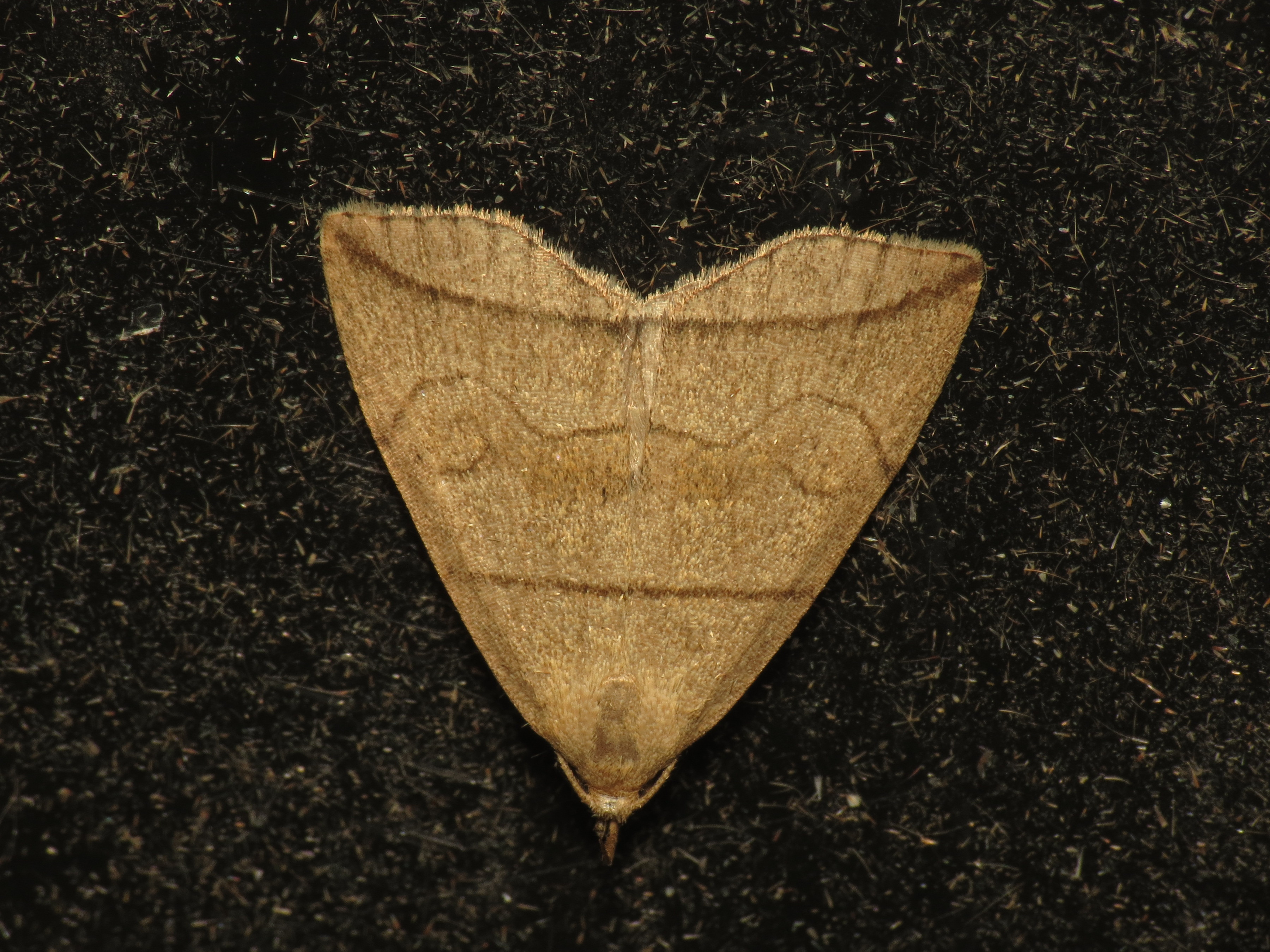
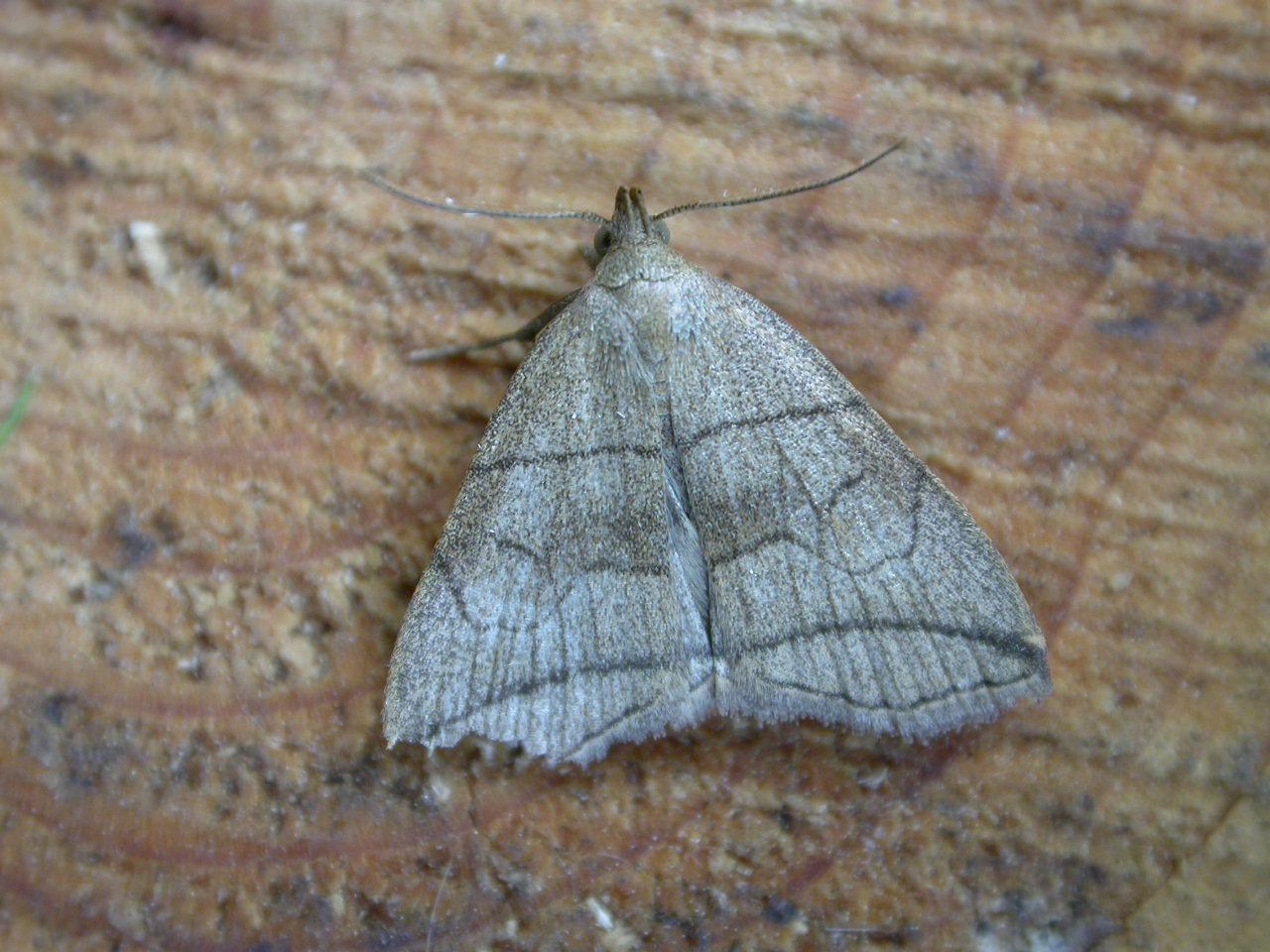
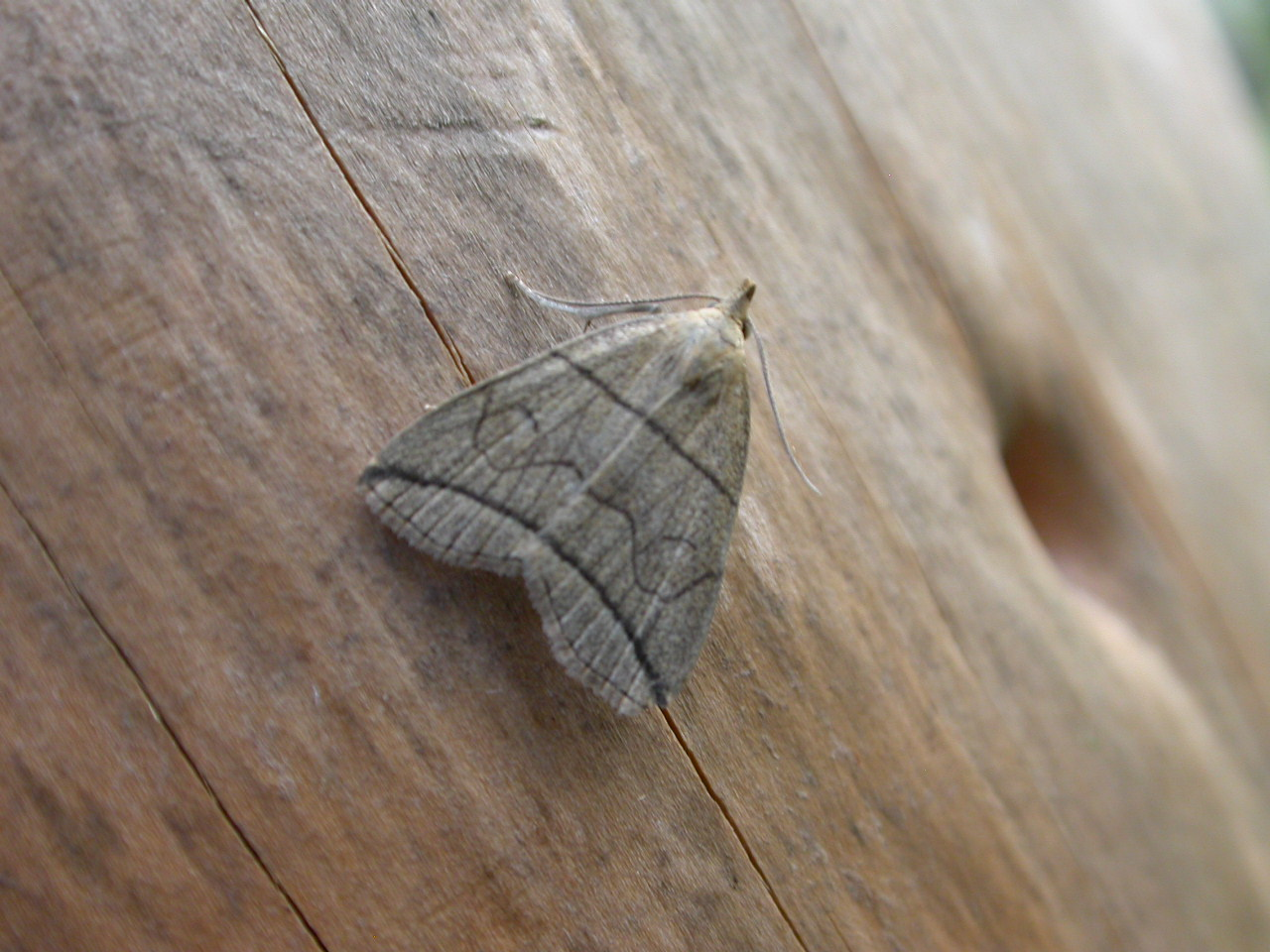